# خان (فدایی)
خان (ارمنی: Խան؛ زادهٔ ۱۸۶۳ - درگذشته ۱۹۰۳) یک فدایی، و فرد نظامی اهل ارمنستان بود.

## زندگی‌نامه
وی با نام اصلی بارسق تیراکیان (ارمنی: Բարսեղ Թիրաքյան) در ۱۸۶۳ به دنیا آمد  وی در ۱۹۰۳ در سن ۴۰ سالگی درگذشت.